# Between Us 鄭欣宜演唱會2022
《Between Us 鄭欣宜演唱會2022》是香港女歌手鄭欣宜的演唱會，亦是其第二次於紅磡香港體育館舉辦的演唱會。演唱會由寰亞娛樂及東亞娛樂主辦，並由AIA冠名贊助。

## 背景
2022年4月21日，鄭欣宜於其社交帳戶宣佈於2022年6月11日至12日舉行《Between Us 鄭欣宜演唱會2022》，門票為680元。鄭欣宜接受訪問時表示「Between Us」代表「跟樂迷分享一個『我們之間』的秘密」，以及「希望探索在她兩個極端中間的自己」。由於反應熱烈，主辦方於5月5日宣佈演唱會加開6月10日場次。由5月19日起，表演場地觀眾入場人數限制獲放寬，因此演唱會加推480元座位。為了宣傳演唱會，主辦方投放巴士車身廣告，37輛「欣宜巴士」由5月17日起行駛。

## 場次
是次演唱會於2022年6月10日至12日假紅磡香港體育館舉行，共3場。
| 場次 | 日期    | 國家 | 場地           | 嘉賓   | 嘉賓                                          | 來源        |
| ---- | ------- | ---- | -------------- | ------ | --------------------------------------------- | ----------- |
| 1    | 6月10日 | 香港 | 紅磡香港體育館 | 盧瀚霆 | 合唱《不可愛教主》 獨唱《King Kong》          | [ 4 ]       |
| 1    | 6月10日 | 香港 | 紅磡香港體育館 | ERROR  | 合唱《擁抱愛》 獨唱《愛情值日生》             | [ 4 ]       |
| 2    | 6月11日 | 香港 | 紅磡香港體育館 | 湯令山 | 合唱《boyfriend material》 獨唱《Confidence》 | [ 5 ] [ 6 ] |
| 2    | 6月11日 | 香港 | 紅磡香港體育館 | 馮允謙 | 合唱《思念即地獄》 獨唱《地球來的人》         | [ 5 ]       |
| 3    | 6月12日 | 香港 | 紅磡香港體育館 | 許廷鏗 | 合唱《好好戀愛》、《半份關心》 獨唱《面具》   | [ 7 ]       |